# Franz Nikolaus Finck
Franz Nikolaus Finck (* 26. Juni 1867 in Krefeld; † 4. Mai 1910 in Berlin) war ein deutscher Sprachwissenschaftler.
Finck studierte an den Universitäten in München, Paris und Marburg, wo er im Jahr 1896 promovierte. Dort war er von 1897 bis 1901 Dozent. 1903 wechselte er an die Universität Berlin und wurde dort Professor für Allgemeine Sprachwissenschaft. 
Fincks Schwerpunkte waren die Erforschung des Irischen („Die araner mundart: ein beitrag zur erforschung des westirischen“. Marburg 1899) und der Sprachen des Kaukasus. Bekannt wurde er aber vor allem durch seine Bücher „Die Sprachstämme des Erdkreises“ und „Die Haupttypen des Sprachbaus“, die auch nach seinem frühen Tod noch zahlreiche Auflagen erlebten.

## Werke
- Franz Nikolaus Finck: Lehrbuch des Dialekts der deutschen Zigeuner, Marburg 1903. Faksimile der Originalausgabe als Taschenbuch 2009. Frei verfügbar bei archive.org: .